# 堀江専一郎
堀江 専一郎（ほりえ せんいちろう、1876年4月5日 - 1939年6月25日）は、日本の弁護士。第一東京弁護士会会長（第5代、1933年-1934年）。

## 略歴
- 1876年　広島県比婆郡東城町（現・庄原市）に生まれる[1]
- 1899年　東京法学院（現・中央大学）卒業。
- 1901年　国民英学会英文科卒業[1]。
- 1902年　判検事及び弁護士試験に合格。司法官試補として八王子裁判所に入所。3カ月間勤めたのちに退官。
- 1903年　弁護士岸清一の事務所（京橋）に入所
- 1905年　岸事務所からミシガン大学へ留学
- 1906年　法学修士（Master of Laws）を取得
- 1907年　帰国し岸事務所に戻る
- 1920年　堀江法律事務所を設立。法学博士の学位を取得[1]。
- 1921年　国本社機関誌『国本』創刊号に寄稿
- 1925年以降　帝国弁護士会に加入して活動
- 1933年　第一東京弁護士会会長に就任。同年、東京弁護士会会長で法学博士・貴族院勅選議員となっていた岸が在職中死去
- 1939年　死去

## 著述
- 1932年　『米国大陪審制度の要領』、帝国弁護士会『正義』（第8巻）
- 1934年　『昭和8年を回顧して』、帝国弁護士会『正義』（第10巻）

## エピソード
- 1935年、司法省が帝国弁護士会を含む各弁護士会に司法事務改善諮問案を送付した際の帝国弁護士会の政策会議においては、「裁判所（大審院）の権限を縮小しまたは簡略にせんとする空気が濃厚で」あるが、「裁判所が有名無実の存在となる様なことがあったらそれこそ一大事でありますから、在野法曹に於きましても深く考慮しなくてはならない」という旨の意見を述べた[3]。